# Bogdan Chipirliu
Bogdan Chipirliu (n. 21 iulie 1992, Galați, România) este un fotbalist român profesionist care joacă pentru clubul CSA Steaua București pe postul de atacant.

## Statistici de carieră

### Club
| Club                          | Sezon            | Liga     | Liga   | Cupă     | Cupă   | League Cup | League Cup | Europe  | Europe | Other   | Other  | Total   | Total  | Total |
| Club                          | Sezon            | Apariții | Goluri | Apariții | Goluri | Meciuri    | Goluri     | Meciuri | Goluri | Meciuri | Goluri | Meciuri | Goluri |       |
| ----------------------------- | ---------------- | -------- | ------ | -------- | ------ | ---------- | ---------- | ------- | ------ | ------- | ------ | ------- | ------ | ----- |
| Oțelul Galați                 | 2012–13          | 2        | 0      | 0        | 0      | –          | –          | –       | –      | –       | –      | 2       | 0      |       |
| Oțelul Galați                 | 2013–14          | 0        | 0      | 0        | 0      | –          | –          | –       | –      | –       | –      | 0       | 0      |       |
| Oțelul Galați                 | 2015–16          | 13       | 1      | 0        | 0      | –          | –          | –       | –      | –       | –      | 13      | 1      |       |
| Total                         | Total            | 15       | 1      | 0        | 0      | –          | –          | –       | –      | –       | –      | 15      | 1      |       |
| Dunărea Galați (loan)         | 2012–13          | 9        | 3      | –        | –      | –          | –          | –       | –      | –       | –      | 9       | 3      |       |
| Total                         | Total            | 9        | 3      | –        | –      | –          | –          | –       | –      | –       | –      | 9       | 3      |       |
| Fortuna Poiana Câmpina (loan) | 2014–15          | 13       | 4      | 2        | 1      | –          | –          | –       | –      | –       | –      | 15      | 5      |       |
| Total                         | Total            | 13       | 4      | 2        | 1      | –          | –          | –       | –      | –       | –      | 15      | 5      |       |
| Juventus București            | 2016–17          | 27       | 30     | 0        | 0      | –          | –          | –       | –      | –       | –      | 27      | 30     |       |
| Total                         | Total            | 27       | 30     | 0        | 0      | –          | –          | –       | –      | –       | –      | 27      | 30     |       |
| Total în carieră              | Total în carieră | 64       | 38     | 2        | 1      | –          | –          | –       | –      | –       | –      | 66      | 39     |       |